# Smile PreCure!
Smile Pretty Cure! (スマイルプリキュア！ Sumairu Purikyua!?) es la novena temporada del anime japonés Pretty Cure, creado por Izumi Todo y producida por Toei Animation. Se estrenó en Japón en TV Asahi el 5 de febrero del 2012, para sustituir a Suite PreCure, la octava temporada de Pretty Cure. También tuvo una versión editada hecha por Saban Brands que le agregó varios cambios al anime como en los nombres de los personajes, nombres de términos,varios diálogos y principalmente en su título, pasando a ser llamada "Glitter Force", esta adaptación fue estrenada en el año 2016 en la plataforma de Netflix con doblajes en varios idiomas como inglés, español latinoamericano, español peninsular, italiana, vietnamita entre otros, sin embargo Glitter Force no cuenta como un doblaje oficial del anime original de Japón; el día 9 de noviembre de 2024 el doblaje fue eliminado junto al de Glitter Force Doki Doki.

## Argumento
El malvado emperador Pierrot, del reino Bad End invade el reino de las hadas Märchenland y secuestra a la reina. Para liberar a la soberana del secuestro, el hada Candy viaja a la Tierra en busca de las Pretty Cure, cuyo trabajo es recoger el Cure Decor y el poder de la felicidad de la luz de la reina, que fueron robados por el reino Bad End.
Candy se pega a la portada del cuento de Pretty Cure en el primer día de clase de Miyuki Hoshizora, una estudiante de octavo grado. Cuando es atacada Miyuki se transforma en Cure Happy, para encontrar a las otras Pretty Cure y con Candy. La segunda en transformarse en Akane y se convierte en Cure Sunny, más tarde Yayoi en Cure Peace, luego Nao se transforma en Cure March y por último Reika es Cure Beauty. El emperador Pierrot tiene sirvientes: Joker que es el jefe de Wolfrun, Akaoni y Majorina, que son los encargados de revivir a su emperador y derrotar a las Pretty Cure. Todas juntas viven muchas aventuras.

## Personajes

### Pretty Cure y aliados
Miyuki Hoshizora (星空 みゆき Hoshizora Miyuki?) / Cure Happy (キュア ハッピー Kyua Happī?)
Seiyū: Misato Fukuen (japonés) Cristina Hernández (español de América)
Ella tiene 14 años y es una nueva estudiante de octavo grado en la Escuela Nanairogaoka. A ella le encanta los cuentos de hadas y libros de imágenes, es una chica positiva, energética y torpe. Exclama: “¡Ultra feliz!” cuando está muy feliz. Conoce a Candy por primera vez cuando la criatura sale de un cuento de hadas mientras ella llega tarde a la escuela. Se convierte en Cure Happy, Pretty Cure de la luz. Su color de tema es el rosa.
Akane Hino (日野 あかね Hino Akane?) / Cure Sunny (キュア サニー Kyua Sanī?)
Seiyū: Asami Tano (japonés) Wendy Málvarez (español de América)
Procedente de Osaka, habla el dialecto de Kansai, le encanta hablar y hacer reír a las personas con sus bromas. Cuando ella tiene una meta, la lleva a cabo con toda pasión. Juega al voleibol y sus padres tienen una tienda de okonomiyaki. Ella se transforma en Cure Sunny, Pretty Cure del sol. Sus colores temáticos son naranja y roja.
Yayoi Kise (黄瀬やよい Kise Yayoi?) / Cure Peace (キュアピース Kyua Pīsu?)
Seiyū: Hisako Kanemoto (japonés) Nycolle González (español de América)
Es una chica de aspecto frágil, que se echa a llorar con facilidad, sin embargo, tiene un carácter fuerte y nunca rompe sus promesas. Es diligente, leal, y cuando se abre con los demás, incluso es testaruda. Su sueño es convertirse en un artista de manga, pero se avergüenza de mostrar sus diseños a otras personas. Se une al club de la economía doméstica. Se convierte en Cure Peace, Pretty Cure de los rayos. Su color temático es el amarillo.
Nao Midorikawa (緑川なお Midorikawa Nao?) / Cure March (キュアマーチ Kyua Māchi?)
Seiyū: Marina Inoue (japonés) Rebeca Aponte (español de América)
Valiente y con un fuerte sentido de justicia como cuando las cosas van mal y es muy popular entre las chicas. Juega al fútbol en el equipo de chicas de su escuela y tiene varios hermanos. Le gustan las cosas bonitas. Se convierte en Cure March, Pretty Cure del viento. Su color de tema es el verde.
Reika Aoki (青木れいか Aoki Reika?) / Cure Beauty (キュアビューティー Kyua Byūtī?)
Seiyū: Chinami Nishimura (japonés) Jessica Ángeles (español de América)
Vicepresidenta del Consejo Estudiantil, es una chica confiable y de buen corazón, pero cuando se enfada intimida. Practica kyudo y es parte del club de arte, compone poesía y practica el tanka. Su padre es pintor y su madre y su hermano mayor practican el aikido y también el judo. Se convierte en Cure Beauty, Pretty Cure del hielo. Su color de tema es el azul.
Candy (キャンディ Kyandi?)
Seiyū: Ikue Ootani (japonés) Lileana Chacón (español de América)
Es la mascota de las Pretty Cure y proviene de Märchenland, es una oveja rosa clara. Llega a la Tierra en busca de las legendarias guerreras y encuentra a Miyuki y le gusta la moda.
Pop (ポップ Poppu?)
Seiyū: Daisuke Sakaguchi (japonés) Pablo Azar (español de América)
Es el hermano mayor de Candy, es un león anaranjado. Aparece en el episodio 6. El vive en el Reino de Marchenland.

### Reino del Final Trágico
El Reino del Final Trágico (バッドエンド王国 Baddo Endo Ōkoku?) son los principales villanos de la serie. Son un grupo de villanos que trabajan para revivir al Emperador Pierrot recolectando Energía del Mal Final de la gente. Lo hacen untando las páginas de un libro mágico con el contenido de un tubo de pintura negra, que es una manifestación de la voluntad de Pierrot. Esto crea un campo espacial llamado Zona Oscura, que amplifica la negatividad y coloca a aquellos desprotegidos en una profunda desesperación mientras su Energía del Mal Final se extrae y se recoge en el libro. Este proceso hace avanzar un medidor parecido a un reloj llamado "Rueda de la Perdición" que cuenta la resurrección de Pierrot. Joker y Akanbe se basan en payasos, mientras que los tres generales se basan en villanos de cuentos de hadas.
Pierrot (皇帝ピエーロ Piēro?)
Seiyu: Tesshō Genda
Es el emperador del mal, invade Märchenland y es el jefe de todo el mal. Su objetivo es acercar el mal final a la Tierra para recoger la energía negativa.
Joker (ジョーカー Jōkā?)
Seiyū: Yūji Mitsuya
Al servicio de Pierrot, es el jefe de Wolfrun, Majorina y Akaoni. Va vestido como un arlequín.
Wolfrun (ウルフルン Urufurun?)
Seiyū: Tomoyuki Shimura
Al servicio de Pierrot, es un lobo antropomorfo que recuerda a Caperucita Roja y Los tres cerditos. Aparece por primera vez en el episodio 1.
Majorina (マジョリーナ Majorīna??)
Seiyū: Mīna Tominaga
Al servicio de Pierrot, es una pequeña bruja vieja que recuerda a Blancanieves y los Siete Enanitos. Aparece por primera vez en el episodio 5.
Akaoni (アカオーニ Akaōni?)
Seiyū: Hiroshi Iwasaki
Al servicio de Pierrot, un demonio rojo que recuerda a oni de los cuentos de hadas japoneses Momotaro. Aparece por primera vez en el episodio 3.
Akanbe (アカンベェ Akanbe?)
Seiyū: Hiro Sasaki
Es el monstruo convocado por los sirvientes de Pierrot para atacar a las Pretty Cure. Está compuesto por una nariz roja de payaso que contiene la energía de Pierrot. Transformando la energía del Cure Decor en energía negativa. Aparece por primera vez en el episodio 1. Además hay una versión del akanbe que tiene una nariz azul de payaso y esta no contiene una Cure Decor para transformarla en energía negativa.
Hiper Akanbe (スーパー アカンベェ Supa Akanbe?)
Seiyū: Hiro Sasaki
Es el monstruo convocado por los sirvientes de Pierrot para atacar a las Pretty Cure. Está compuesto por una nariz roja y azul de payaso que contiene la energía de Pierrot. Transformando la energía de cuatro Cure Decors en energía negativa. Se asemeja al akanbe ordinario pero este tiene un tatuaje rojo en el ojo derecho y otro azul en el izquierdo. Aparece por primera vez en el episodio 24.

### Reino Märchenland
Reina Royale (メルヘンランドの女王 Royaru Kuin?)
Seiyu: Sumi Shimamoto
La reina es secuestrada, y para liberarla se necesitan los Cure Decor.

### Personajes Exclusivos de la Película
Nico (ニコ Nico?)
Seiyū: Megumi Hayashibara
La villana inicial de la película, Nico es el personaje principal del cuento infantil favorito de Miyuki, pero desconoce su final feliz porque las páginas finales de su libro fueron arracadas. Miyuki de niña trato de pensar en un nuevo final pero abandono su libro y lo olvido, siendo esta la razón por la que Nico quiere venganza, obtenido poder del Rey Demonio. Sin embargo, al final Nico recuerda que fue ella quien le enseñó a Miyuki a sonreír y después de ser rescatada del Rey Demonio las páginas de su libro se restauran y obtiene su final feliz.
Rey Demonio (魔王  Mao?)
Seiyū: Masaki Terasoma
El verdadero antagonista de la película, el Rey Demonio es una gigantesca ave oscura y es el villano del cuento de Nico, a quien encerraba en una torre y posteriormente manipula para atacar a Miyuki y a las demás Pretty Cure. Al final de la historia en la pelea final Miyuki y Nico le enseñan el valor de las sonrisas y este se convierte en una versión más pequeña y dócil de sí mismo, regresando a su libro junto a Nico.
Cenicienta (シンデレラ  Shinderera?)
Seiyū: Yōko Hikasa
Uno de los cinco personajes de cuentos cambiados de historia por el Rey Demonio, quien posteriormente es corrompida como una de sus seguidores. Al final de la historia regresa a su cuento original.
Momotaro (桃太郎  Momotaro?)
Seiyū: Atsushi Abe
Uno de los cinco personajes de cuentos cambiados de historia por el Rey Demonio con las Pretty Cure, quien posteriormente es corrompido como uno de sus seguidores. Al final de la historia regresa a su cuento original.
Issunboshi (一寸法師 Issunboshi?)
Seiyū: Konami Yoshida
Uno de los cinco personajes de cuentos cambiados de historia por el Rey Demonio con las Pretty Cure, quien posteriormente es corrompido como uno de sus seguidores. Al final de la historia regresa a su cuento original.
Urushima Tarō (浦島 太郎 Urushima Tarō?)
Seiyū: Nobuyuki Kobushi
Uno de los cinco personajes de cuentos cambiados de historia por el Rey Demonio con las Pretty Cure, quien posteriormente es corrompido como una de sus seguidores. Al final de la historia regresa a su cuento original.
Sun Wukong (孫悟空  Son Gokū?)
Seiyū: Yumiko Kobayashi
Uno de los cinco personajes de cuentos cambiados de historia por el Rey Demonio con las Pretty Cure, quien posteriormente es corrompido como una de sus seguidores. Al final de la historia regresa a su cuento original.
Cho Hakkai (猪八戒 Cho Hakkai?)
Seiyū: Hideo Watanabe
Uno de los compañeros de Sun Wukong y que tiene la apariencia de un cerdo con pelo.
Sagojyo (沙悟浄 Sagojō?)
Seiyū: Kiyohito Yoshikai
Uno de los compañeros de Sun Wukong y que tiene la apariencia de un kappa delgado.
Kinkaku (金角 Kinkaku?) y Ginkaku (銀角  Ginkaku?)
Seiyūs: Akio Suyama (Kinkaku) y Yasuhiko Kawazu (Ginkaku)
Dos de los villanos de Sun Wukong que se encuentran bajo el control de Nico y posteriormente del Rey Demonio hasta el final de la película.
Rey Vaca (孫悟空  Ushimao?)
Seiyū: Hiroki Yasumoto
Uno de los villanos de cuentos de hada que ayuda a las Pretty Cure a parar los planes de Nico y el Rey Demonio.

### Personajes Exclusivos de Pretty Cure All Stars New Stage
Ayumi Sakagami (坂上 あゆみ Sakagami Ayumi?) / Cure Echo (キュアエコー Kyua Ekō?)
Seiyū: Mamiko Noto
La protagonista de la película, una chica de la Ciudad de Yokoha quien recién se mudó a ese lugar y admira a las Pretty Cure. Ayumi no tiene amigos y eventualmente conoce a un misterioso ser dorado parecido a un hada llamado "Fuu-chan". A lo largo de la película se descubre que Fuu-chan es en realidad Fusion, el villano de la anterior película de All Stars Pretty Cure. Durante el clímax de la película Ayumi se convierte temporalmente en Cure Echo para salvar y purificar a su amigo Fuu-chan. Como Cure Echo es la Pretty Cure de los sentimientos y su color temático es el blanco. Se presenta diciendo "¡Entrega mis sentimientos! ¡Cure Echo!" (想いよ届け！キュアエコー！！ Omoi yo todoke! Kyua Ekō!!?).
Fuu-chan (フちゃん Fu-chan?) / Fusion (フュージョン Fujion?)
Seiyus: Sea Kumada (Fuu-chan), Takehito Koyatsu (Fusion)
Un misterioso ser dorado en forma de hada que es encontrado por Ayumi, con quien forma una fuerte amistad. Posteriormente es revelado como el verdadero antagonista de la película, al ser en realidad el villano de la película de All Stars DX, Fusion, quien logró sobrevivir a su anterior pelea contra las Pretty Cure, tomando una forma más pequeña e inofensiva de un fragmento de su cuerpo que no fue destruido. A pesar de aprender de la amistad de la mano de Ayumi, Fuu-chan sigue retenido su naturaleza destructiva y busca conceder el deseo de Ayumi de convertirse en una Pretty Cure, regresando a su forma de Fusion buscando absorber y reiniciar el mundo, de modo que pueda crear un mundo donde el sueño de Ayumi se conceda, enfrentando nuevamente a las Pretty Cure, encerrando a Ayumi en su interior para alejarla de las Pretty Cure. Al final, Ayumi se transforma por sí misma en Cure Echo, temporalmente, regresando a Fusion a su forma de Fuu-chan al mostrarle sus verdaderos sentimientos de amor y amistad por el.

## Objetos mágicos
Polvera Sonrisa (スマイルパクト Sumairu Pakuto?)
Es el objeto que utilizan las Pretty Cure para transformarse.
Cure Decor (キュアデコル Kyua Dekoru?)
Es el poder de la luz de la felicidad de la reina, robado del Reino Bad End, no solo es capaz de liberar a la reina del cautiverio, sino también para derrortar al Reino Bad End. Reloj Real
- Vela Princesa (Varita de Princesa)
- Joya Milagrosa
- Décor Decor

## Transformaciones y ataques

### Cure Happy
- Transformación: es la frase con la que se transforma Miyuki con la Polvera Sonrisa:

PreCure Smile Charge!

Al final dice esta frase:

¡Centelleante y brillante, la luz del futuro! ¡Cure Happy!

- Ataque: lo usa para derrotar a Akanbe:

PreCure Happy Shower! (Ducha Feliz de PreCure!)

- Ultra Ataque: lo usa cuando usa el ULTRA CURE DECOR:

PreCure Happy Shower, Shining! (Ducha Feliz Brillante de PreCure!)

### Cure Sunny
- Transformación: es la frase con la que se transforma Akane con la Polvera Sonrisa:

PreCure Smile Charge!

Al final dice esta frase:

¡El sol brillante, el poder de la sangre caliente, Cure Sunny!

- Ataque: lo usa para derrotar a Akanbe:

PreCure Sunny Fire! (Fuego Soleado de PreCure!)

- Ultra Ataque: lo usa cuando usa el ULTRA CURE DECOR:

PreCure Sunny Fire, Burning! (Incendio Fuego Soleado de PreCure!)

### Cure Peace
- Transformación: es la frase con la que se transforma Yayoi con la Polvera Sonrisa:

PreCure Smile Charge!

Al final dice esta frase:

¡Chispas brillantes, piedra-papel o tijera! ¡Cure Peace!

- Ataque: lo usa para derrotar a Akanbe:

PreCure Peace Thunder! (Trueno Pacífico de PreCure!)

- Ultra Ataque: lo usa cuando usa el ULTRA CURE DECOR:

PreCure Peace Thunder, Hurricane! (Huracán Trueno Pacífico de PreCure!)

### Cure March
- Transformación: es la frase con la que se transforma Nao con la Polvera Sonrisa:

PreCure Smile Charge!

Al final dice esta frase:

¡Coraje intenso, un ataque directo! ¡Cure March!

- Ataque: lo usa para derrotar a Akanbe:

PreCure March Shoot! (Disparo de Marzo de PreCure!)

- Ultra Ataque: lo usa cuando usa el ULTRA CURE DECOR:

PreCure March Shoot, Impact! (Impacto de Disparo de Marzo de PreCure!)

### Cure Beauty
- Transformación: es la frase con la que se transforma Reika con la Polvera Sonrisa:

PreCure Smile Charge!

Al final dice esta frase:

¡La nieve, la caída y la recolección! ¡Un corazón noble! ¡Cure Beauty!

- Ataque: lo usa para derrotar a Akanbe:

PreCure Beauty Blizzard! (Ventisca Hermosa de PreCure!)

- Ultra Ataque: lo usa cuando usa el ULTRA CURE DECOR:

PreCure Beauty Blizzard, Arrow! (Flecha de Ventisca Hermosa de PreCure!)

### Frase de presentación
- Resplandece, Smile PreCure!: Es la frase que usan las Pretty Cure para presentarse.

¡Las cinco luces que nos guían hacia el futuro! ¡Brillante, Smile PreCure!

### Ataques Grupales
- PreCure!, Rainbow Healing!
- PreCure!, Miracle/Ultra/Royal Rainbow Burst!

## Lugares
Märchenland (メルヘンランド Meruhenrando?)
Es un reino mágico donde los cuentos de hadas viven en armonía, pero en su territorio no es un encuentro que reúne a los villanos de los cuentos de hadas, el extremo del Reino Bad End.
Reino del Final Trágico (バッドエンド王国 Baddo Endo ōkoku?)
Es el reino de Pierrot, está cerca de Märchenland.
Escuela Nanairogaoka (七色ヶ丘中学校 Nanairogaoka chūgakkō?)
Es la escuela donde acuden las protagonistas.

## Reparto

### 
- Misato Fukuen como Miyuki / Cure Happy.
- Asami Tano como Akane / Cure Sunny.
- Hisako Kanemoto como Yayoi / Cure Peace.
- Marina Inoue como Nao / Cure March.
- Chinami Nishimura como Reika / Cure Beauty.
- Ikue Ootani como Candy.
- Daisuke Sakaguchi como Pop.
- Sumi Shimamoto como la Reina Royale.
- Tesshō Genda como Pierrot.
- Tomoyuki Shimura como Wolfrun.
- Hiroshi Iwasaki como Akaoni.
- Miina Tominaga como Majorina.
- Yūji Mitsuya como Joker.

## Otros personajes
Namie Sasaki (佐々木なみえ Sasaki Namie?)
Seiyū: Ryōko Ono
Es la profesora de la clase de Miyuki, Akane, Yayoi, Nao y Reika.
Keita Midorikawa (緑川 けいた Midorikawa Keita?)
Seiyū: Yuka Terasaki
Es el segundo hijo de la familia Midorikawa y el segundo hermano menor de Nao. Él tiene el pelo castaño corto y le encanta hacer bromas.
Haru Midorikawa (緑川 はる Midorikawa Haru?)
Seiyū: Chinatsu Akasaki
Es la tercera hija de la familia Midorikawa y la tercera hermana menor de Nao. Ella tiene el pelo castaño y corto.
Hina Midorikawa (緑川 ひな Midorikawa Hina?)
Seiyū: Yukiyo Fujii
Es la cuarta hija de la familia Midorikawa y la cuarta hermana menor de Nao. Ella tiene el pelo castaño claro atado en dos coletas.
Yuuta Midorikawa (緑川 ゆうた Midorikawa Yuta?)
Seiyū: Ikumi Nakagami
Es el quinto hijo de la familia Midorikawa y el quinto hermano menor de Nao. Él tiene el pelo corto de color marrón oscuro.
Kota Midorikawa (緑川 こうた Midorikawa Kota?)
Seiyū: Ryoko Hikida
Es el más joven de la familia Midorikawa y el hermano más pequeño de Nao. Él tiene el pelo marrón claro y alborotado.
Irie (入 江 Irie?)
Seiyū: Tomoyuki Higuchi
Es el presidente del Consejo de Estudiantes, es encantador y muy popular entre las chicas jóvenes.
Runa Terada (寺田 るな Terada Runa?)
Seiyū: Chinatsu Akasaki
Ella pertenece al Consejo de Estudiantes.

## Música
- Opening: Let's go! Smile Pretty Cure! (Let's go！ スマイルプリキュア！ Let's go! Sumairu Purikyua!?) interpretada por: Aya Ikeda.
- Opening Saban Brands: Glitter Force, interpretada por: Blush.
- Ending 1: Yay! Yay! Yay! (イェイ！イェイ！イェイ！ Yei! Yei! Yei!?) interpretada por: Hitomi Yoshida.
- Ending 2: Mankai*Smile! (満開＊スマイル！)